# Grafwegen (Kranenburg)
Grafwegen is een gehucht in de Duitse gemeente Kranenburg. Op 1 januari 2018 telde Grafwegen 78 inwoners. Op 1 januari 2016 telde het dorp 88 inwoners.
Het plaatsje ligt direct tegen de Nederlandse gemeente  Berg en Dal aan bij het dorp Breedeweg en ligt vanaf de Duitse zijde gezien zeer afgelegen, vanwege het Reichswald. Grafwegen behoorde voor 1936 tot de gemeente Kessel, waarna het bij een herordening aan Kranenburg werd toebedeeld. De woningen in Grafwegen zijn aangesloten op het Nederlandse aardgasnet, waternet en riolering. Grafwegen staat vooral bekend om het enige café dat het heeft: Boscafé Merlijn. Verder wordt er elk jaar een kerstmarkt gehouden en een dorpsfeest dat twee keer per jaar gehouden wordt.
Aan de Nederlandse kant is Grafwegen een buurtschap behorend bij Breedeweg in de gemeente Berg en Dal. Grafwegen ligt op de kruising van de Nederlandse provincies Gelderland en Limburg en het Duitse Noordrijn-Westfalen.

## Verenigingen
- Dorpsgemeenschap: Dorfgemeinschaft Grafwegen 1995 e.V.[3]

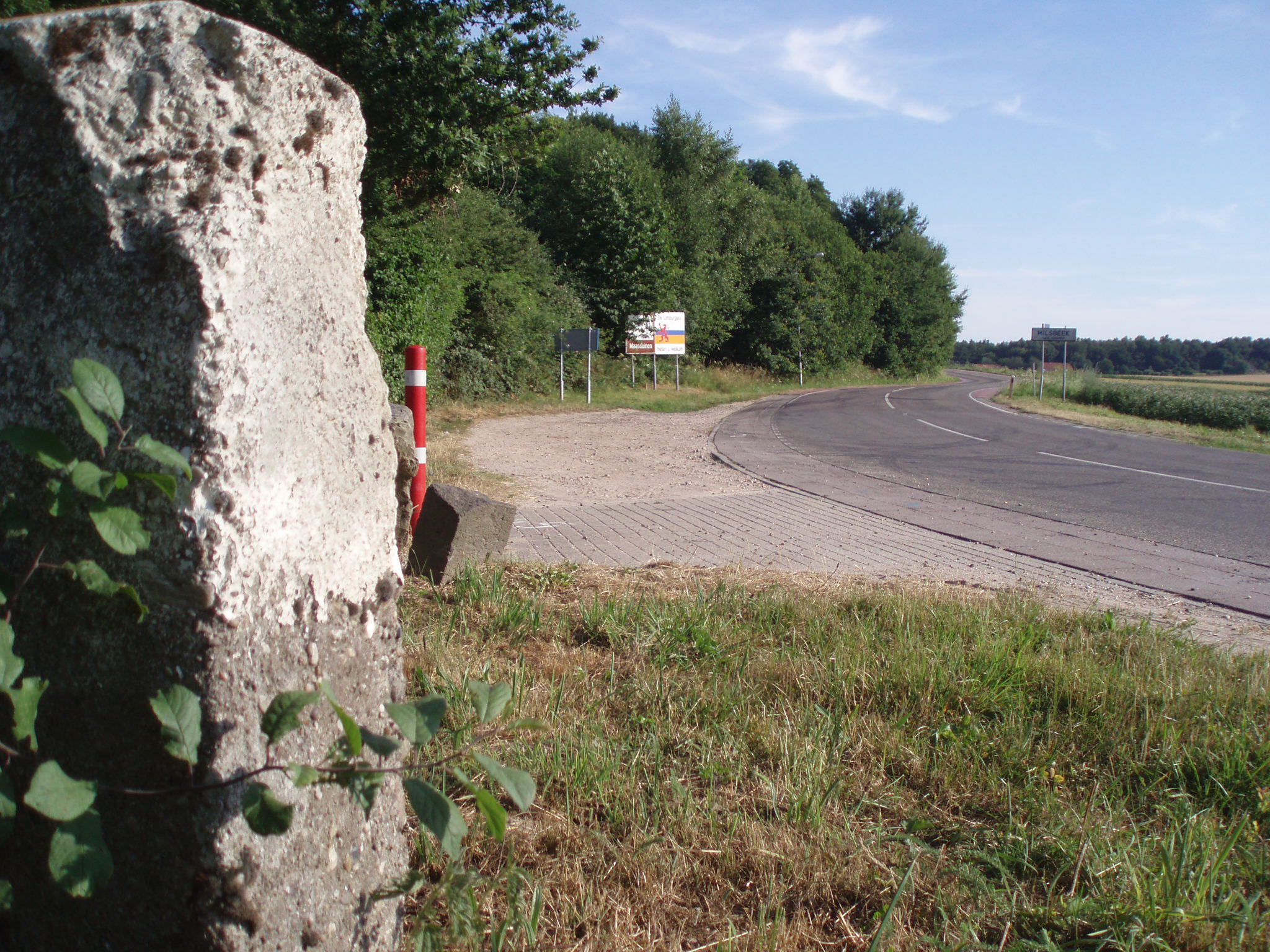
Grenspaal bij Grafwegen aan Nederlandse zijde bij de Provinciale weg 843 op de grens tussen Gelderland en Limburg

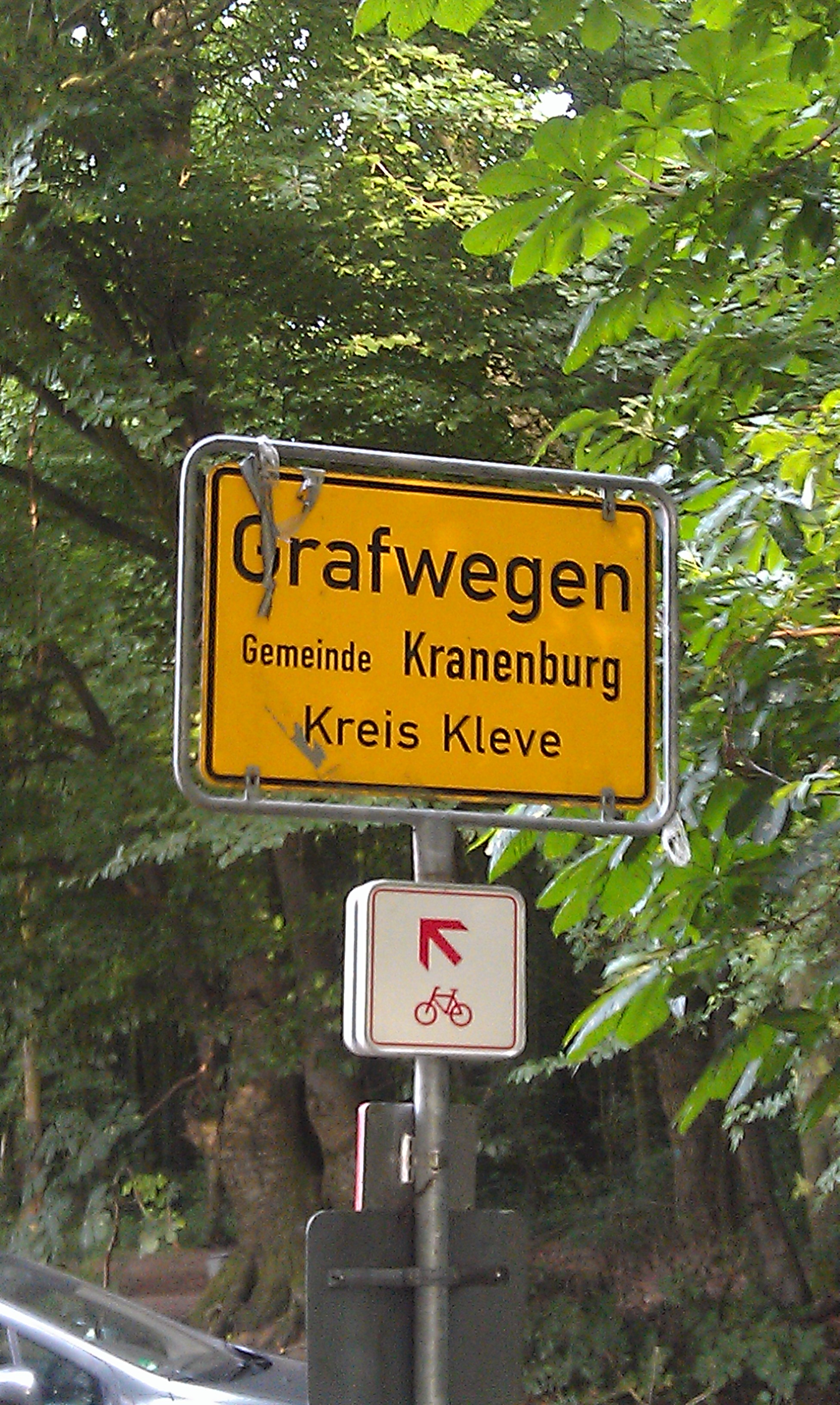
Plaatsnaambord Grafwegen met een Nederlands fietsroutebord

Frasselt · Grafwegen · Kranenburg · Mehr · Niel · Nütterden · Schottheide · Wyler · Zyfflich